# Memoria EPROM

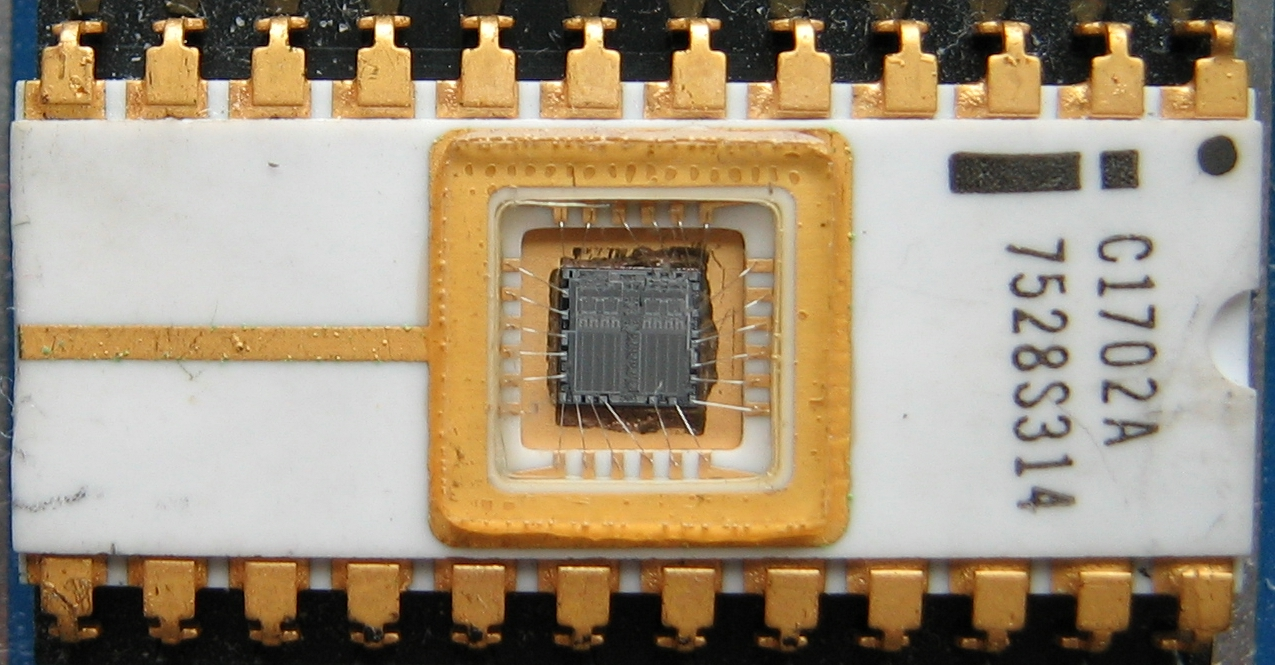
EPROM. La pequeña ventana de cuarzo recibe luz UV durante el borrado.

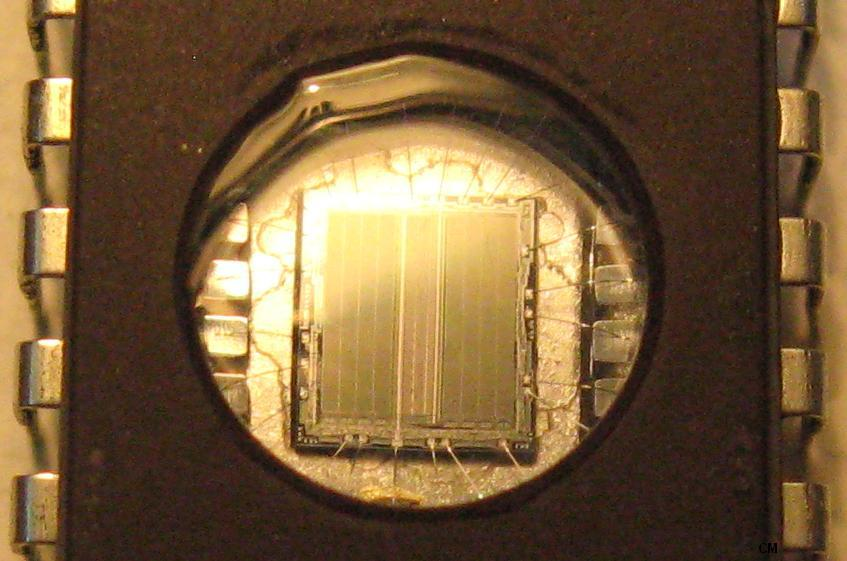
Ventana de EPROM.

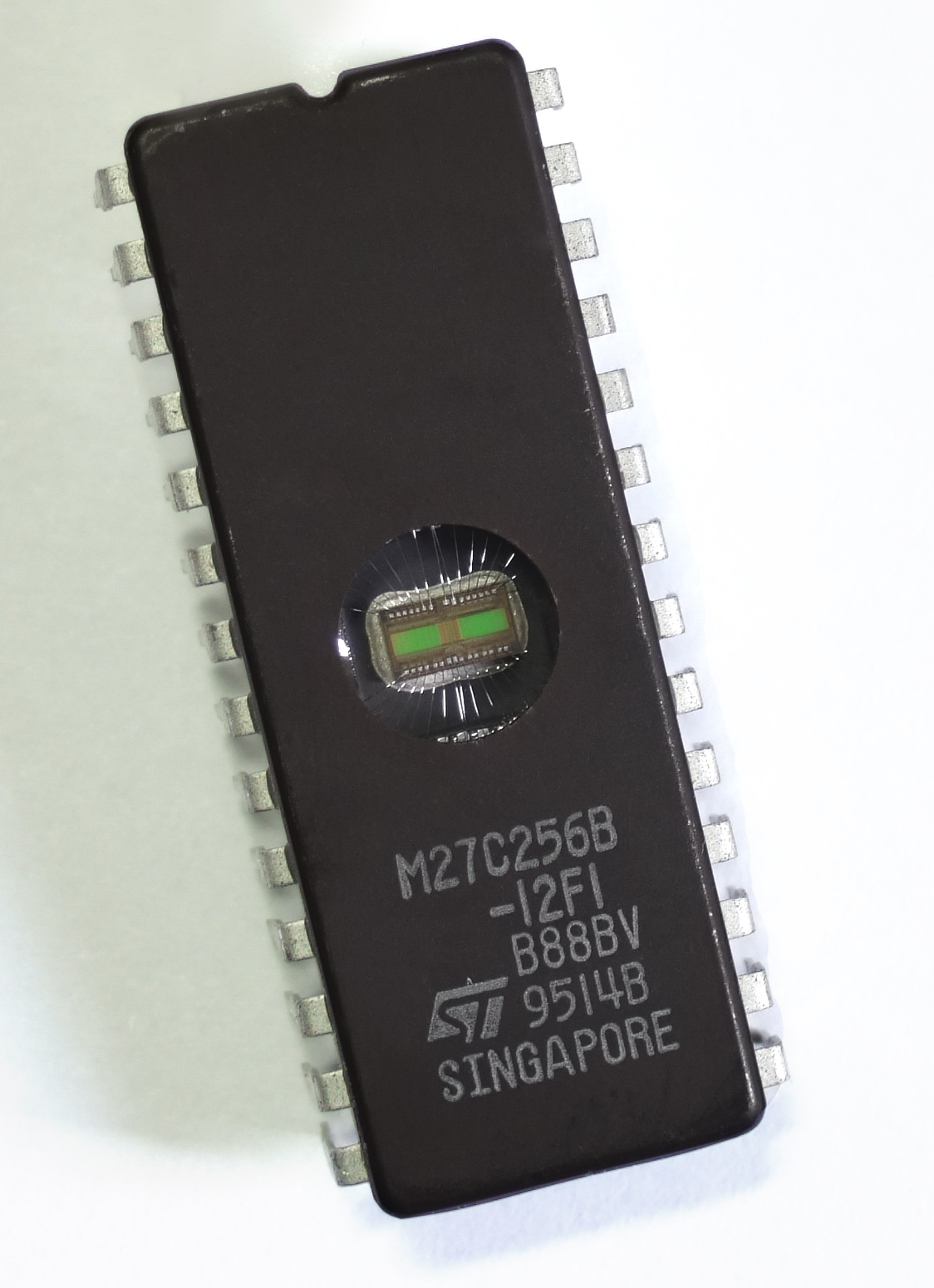
Una EPROM de 32KB (256Kbit).

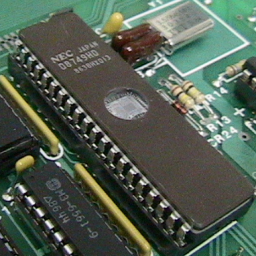
Este microcontrolador 8749 almacena su programa en una EPROM interna.

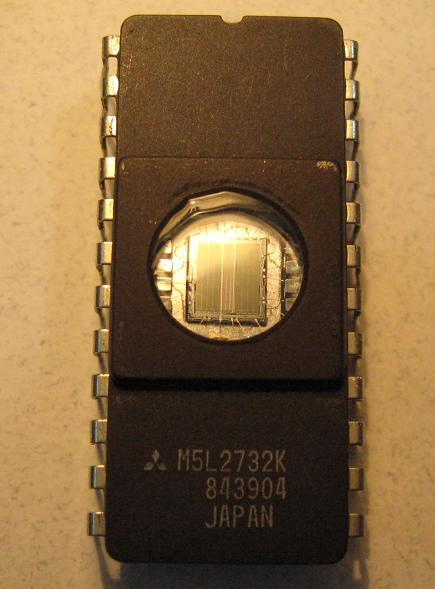
Una EPROM de 4KB (32Kbit) 1984.

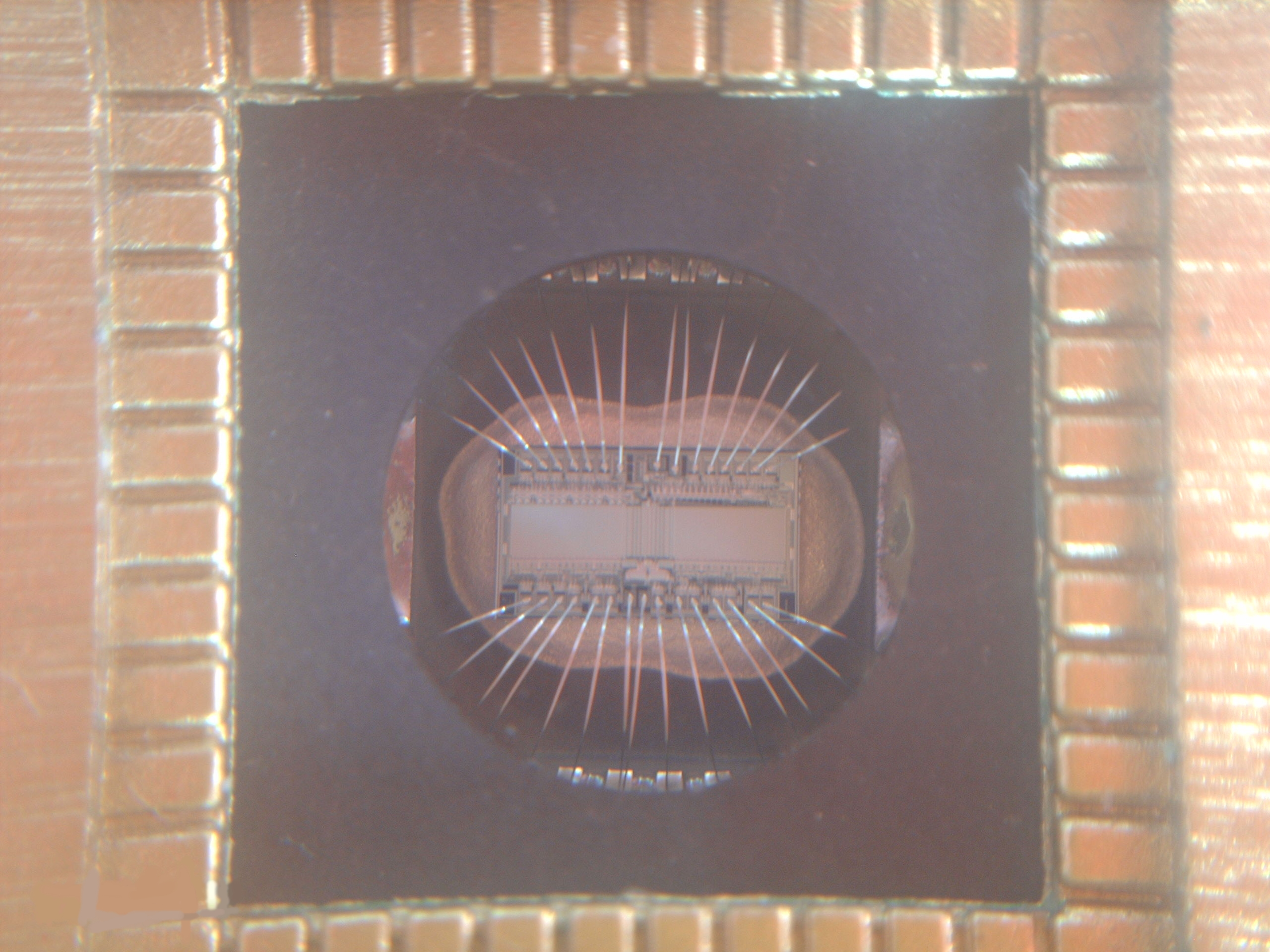
Vista detallada del interior de una memoria.

EPROM son las siglas de Erasable Programmable Read-Only Memory (ROM programable borrable). Es un tipo de chip de memoria ROM no volátil inventado por el ingeniero Dov Frohman de Intel. Está formada por celdas de FAMOS (Floating Gate Avalanche-Injection Metal-Oxide Semiconductor) o "transistores de puerta flotante", cada uno de los cuales viene de fábrica sin carga, por lo que son leídos como 1 (por eso, una EPROM sin grabar se lee como FF en todas sus celdas).

## Características
Las memorias EPROM se programan mediante un dispositivo electrónico, como el Cromemco Bytesaver, que proporciona voltajes superiores a los normalmente utilizados en los circuitos electrónicos. Las celdas que reciben carga se leen entonces como un 0.
Una vez programada, una EPROM se puede borrar solamente mediante exposición a una fuerte luz ultravioleta. Esto se debe a que los fotones de la luz excitan a los electrones de las celdas provocando que se descarguen. Las EPROM se reconocen fácilmente por una ventana transparente en la parte alta del encapsulado, a través de la cual se puede ver el chip de silicio y que admite la luz ultravioleta durante el borrado.
Como el cuarzo de la ventana es caro de fabricar, se introdujeron los chips OTP (One-Time Programmable, programables una sola vez). La única diferencia con la EPROM es la ausencia de la ventana de cuarzo, por lo que no puede ser borrada. Las versiones OTP se fabrican para sustituir tanto a las EPROM normales como a las EPROM incluidas en algunos microcontroladores. Estas últimas fueron siendo sustituidas progresivamente por EEPROMs (para fabricación de pequeñas cantidades donde el coste no es lo importante) y por memoria flash (en las de mayor utilización).
Una EPROM programada retiene sus datos durante diez o veinte años, y se puede leer un número ilimitado de veces. Para evitar el borrado accidental por la luz del sol, la ventana de borrado debe permanecer cubierta. Las antiguas BIOS de los ordenadores personales eran frecuentemente EPROM y la ventana de borrado estaba habitualmente cubierta por una etiqueta que contenía el nombre del productor de la BIOS, su revisión y una advertencia de copyright.
Las EPROM pueden venir en diferentes tamaños y capacidades. Así, para la familia 2700 se pueden encontrar:
| Tipo de EPROM  | Tamaño — bits | Tamaño — Bytes | Longitud (hex) | Última dirección (hex) |
| -------------- | ------------- | -------------- | -------------- | ---------------------- |
| 1702, 1702A    | 2 Kbits       | 256            | 100            | 000FF                  |
| 2704           | 4 Kbits       | 512            | 200            | 001FF                  |
| 2708           | 8 Kbits       | 1 KBytes       | 400            | 003FF                  |
| 2716, 27C16    | 16 Kbits      | 2 KBytes       | 800            | 007FF                  |
| 2732, 27C32    | 32 Kbits      | 4 KBytes       | 1000           | 00FFF                  |
| 2764, 27C64    | 64 Kbits      | 8 KBytes       | 2000           | 01FFF                  |
| 27128, 27C128  | 128 Kbits     | 16 KBytes      | 4000           | 03FFF                  |
| 27256, 27C256  | 256 Kbits     | 32 KBytes      | 8000           | 07FFF                  |
| 27512, 27C512  | 512 Kbits     | 64 KBytes      | 10000          | 0FFFF                  |
| 27C010, 27C100 | 1 Mbits       | 128 KBytes     | 20000          | 1FFFF                  |
| 27C020         | 2 Mbits       | 256 KBytes     | 40000          | 3FFFF                  |
| 27C040         | 4 Mbits       | 512 KBytes     | 80000          | 7FFFF                  |
| 27C080         | 8 Mbits       | 1 MBytes       | 100000         | FFFFF                  |

NOTA: 1702 EPROM son PMOS, las EPROM de las serie 27x que contienen una C en el nombre están basadas en CMOS, el resto son NMOS
Pines de la EPROM 2764
```
    +--------------+
VPP |1    +--+   28| VCC
A12 |2           27| /PGM
 A7 |3           26| NC
 A6 |4           25| A8
 A5 |5           24| A9
 A4 |6           23| A11
 A3 |7    2764   22| /OE
 A2 |8           21| A10
 A1 |9           20| /CE
 A0 |10          19| D7
 D0 |11          18| D6
 D1 |12          17| D5
 D2 |13          16| D4
GND |14          15| D3
    +--------------+
```

## Borrado de un EPROM
Una memoria EPROM puede ser borrada con una lámpara de luz UV, del tipo UV-C, que emita radiación en torno a los 2537 Å (Angstrom) o 254nm, a una distancia de unos 2,5 cm de la memoria. La radiación alcanza las células de la memoria a través de una ventanilla de cuarzo transparente situada en la parte superior de la misma.
Para borrar una EPROM se necesita que la cantidad de radiación recibida por la misma se encuentre en torno a los 15 W/cm^2 durante un segundo. El tiempo de borrado real suele ser de unos 20 minutos debido a que las lámparas utilizadas suelen tener potencias en torno a los 12 mW/cm² (12 mW x 20 x 60 s = 14.4 W de potencia suministrada). Este tiempo también depende del fabricante de la memoria que se desee borrar. En este tiempo todos sus bits se ponen a 1.
Es importante evitar la sobreexposición del tiempo de radiación a las EPROM; es decir, la potencia luminosa suministrada a la memoria, pues se produce un envejecimiento prematuro de las mismas.
Debido a que la radiación solar e incluso la luz artificial proveniente de tubos fluorescentes borra la memoria lentamente (de una semana a varios meses), es necesario tapar dicha ventanilla con una etiqueta opaca que lo evite, una vez que son grabadas.
Se debe aclarar que una EPROM no puede ser borrada parcial o selectivamente; de ahí que por muy pequeña que fuese la eventual modificación a realizar en su contenido, inevitablemente se deberá borrar y reprogramar en su totalidad.

## Borrador de EPROM
Un borrador de EPROM es una caja opaca ópticamente, con una fuente de luz UV del tipo C, la cual también es utilizada para esterilizar instrumentos quirúrgicos o como germicida.

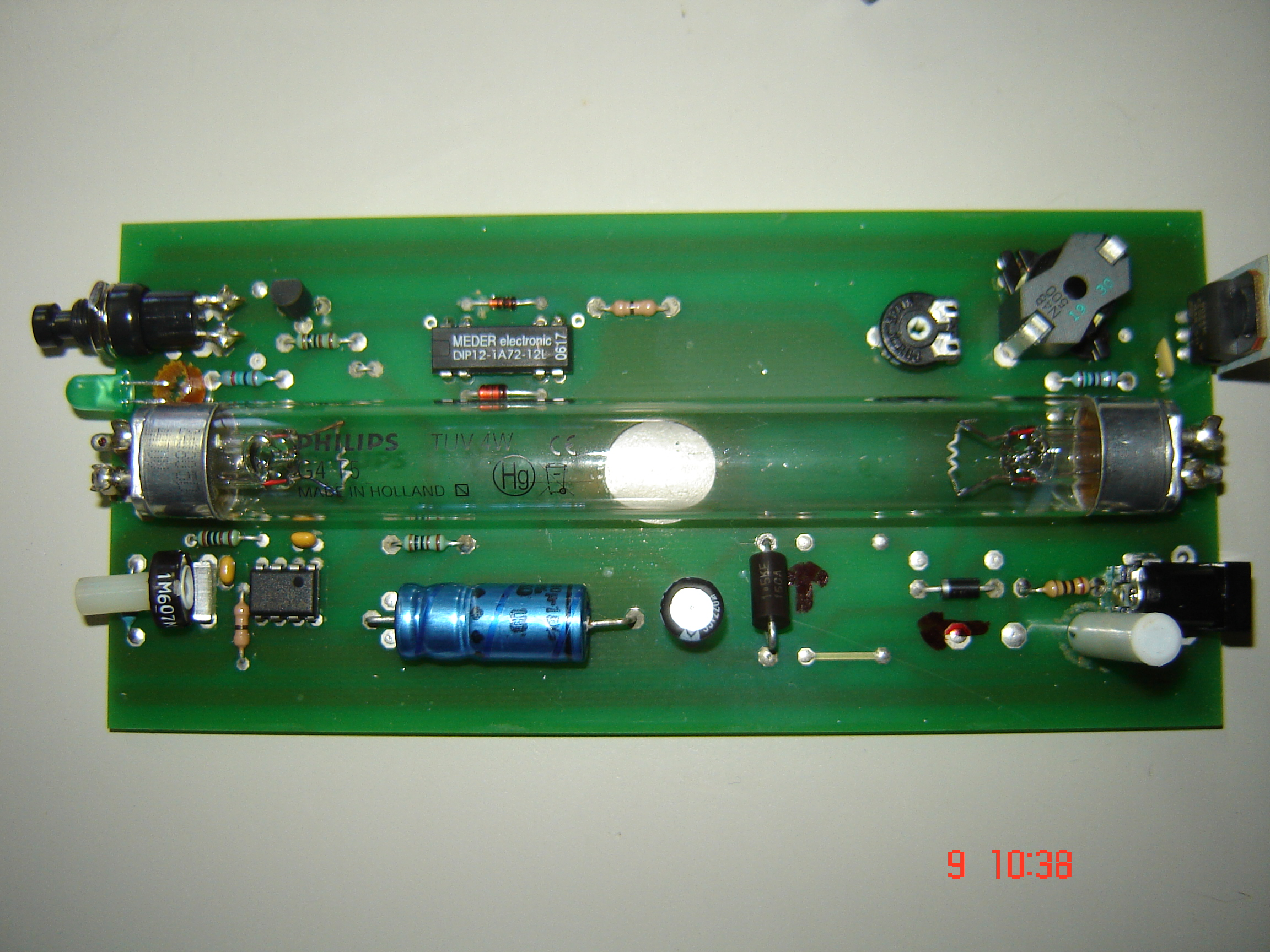
Lámpara borradora de EPROM.

Para borrar las EPROM no se puede utilizar la luz "UV Negra", (que es comúnmente utilizada para verificar billetes, tickets, etc.), que emiten en la región UV-A, (365 nm). La única luz que funciona es la UV-C, (254 nm), la cual emite "luz peligrosa" o "germicida", (mata gérmenes). Es "luz peligrosa" porque la exposición prolongada puede causar cataratas a largo plazo y daño en la piel; sin embargo una exposición breve, unos 5 segundos continuos en la piel, no debería de causar más que una leve resequedad, por lo que es necesario tomar todas las precauciones para evitar estos problemas. Dado que este tipo de luz UV-C se encuentra en la luz solar, si se deja una EPROM directamente bajo esta, en algunos días o semanas se borraran; por lo que se requiere proteger las EPROM una vez se hayan programado.
Se puede utilizar una lámpara de tubo normal de 4 W del tipo F4T5 (4 watt, 5 pulgadas) que da luz blanca (ver foto). También un tubo de luz G4T5 "Germicidal UVC", que tiene el vidrio claro, para borrar las EPROM. La "G" es para germicidas, lo mismo que la "F" es para fosforescentes (aunque no tengan fósforo). Otro tipo de lámpara comúnmente utilizada es la PHILIPS TUV 4W-G4T5-240805D-4WTUV.

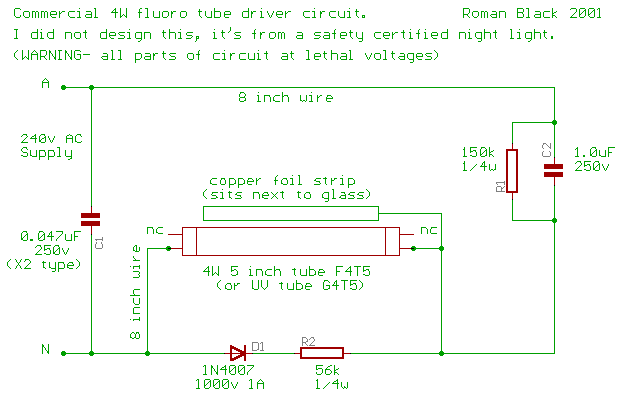
Circuito simple para borrador de EPROM, (se le puede agregar temporizador).

Las lámparas UV que tienen el vidrio morado o lila son para el espectro UV-Visible o "UV Negra", normalmente están marcadas como U4T5 o similar y no funcionan para borrar las EPROM.
Un tubo de luz fluorescente de luz blanca, tiene una cubierta de fósforo en el interior del vidrio. La Luz UV del mercurio excita el fósforo, el cual re-radia la energía en el rango visible. Las lámparas UV para borradores de EPROM o germicidas usan directamente la luz del vapor de mercurio. El vidrio se debe de hacer de cuarzo, en lugar de vidrio ordinario, para evitar que el vidrio absorba la mayor parte de los rayos UV. El cuarzo es más transparente en las longitudes UV del mercurio. 
También podrían ser borrados si son expuestos a la luz de la soldadura eléctrica (de electrodo), con el riesgo que una chispa queme el chip, debido a que se debe de acercar la EPROM como a unos 10 o 15 cm para que reciban la suficiente radiación para borrarlos.(en cuyo caso se podría proteger con una barrera de vidrio trasparente, vaso, ventana etc).; En teoría también se pueden borrar con rayos X, "tomando radiografías del EPROM", el tiempo de borrado dependerá de la calibración/emisión del equipo de rayos X utilizado.

## Diferencia entre Eprom C y No-C
La única diferencia entre los 27256 y los 27C256 es que los 27256 usan NMOS mientras los 27C usan tecnología CMOS. CMOS solo consume potencia apreciable cuando una señal está cambiando. NMOS usa canal N FET's con elementos resistores, mientras CMOS evita las resistencias que desperdician energía por utilizar ambos canales N y P FET. Además los CMOS evitan la producción de calor, permitiendo arreglos más compactos de transistores de los que los NMOS son capaces. La alta densidad de elementos de los CMOS reduce las distancias de interconexión lo cual incrementa la velocidad. Además CMOS brilla cuando hay una cantidad limitada de energía como cuando se utiliza un sistema alimentado por baterías.
Se presentan algunos problemas en las EPROM CMOS usando programadores viejos, debido a las diferencias en los voltajes de programación, (CMOS tiene 12,5 Vpp). EPROM CMOS también requieren una fuente de voltaje, (Vcc), de exactamente 6 Voltios. CMOS son fáciles de borrar pero tienden a dañarse si son sobre expuestos a la luz UV.

## Decodificando los Números de los EPROM
- 27(C)XXX son EPROM o OTPROMS.
- 57(C)XXX son EPROM o OTPROMS que permiten 8 líneas de dirección bajas a ser multiplezadas con la línea de datos (Algunos MCU's multiplexan juntas la direcciones bajas y la línea de datos). Estos todavía se programan como los EPROM 27(C) XXX en los programadores de bolsillos, porque el algoritmo del software lo tiene en cuenta.
- 28(C)XXX son EEPROM con la C indicando para CMOS.
- 28FXXX son Flash EEPROM con la F señalando para Flash. No confundir con EPROM.

## Cross list
Las siguientes partes pueden ser la misma - (de acuerdo a las guías de referencia de los fabricantes), allí puede haber algunas diferencias incluyendo el algoritmo usado para programarlos.
| Manufacturer | AMD    | AMIC               |         | Atmel                | Fujitsu       | Hitachi | Hynix  | INTEL  | Mitsu- bishi | NEC     | NSC     | SGS     | SST             | ST micro       | TI     | Toshiba | Winbond  | PINs  |
| ------------ | ------ | ------------------ | ------- | -------------------- | ------------- | ------- | ------ | ------ | ------------ | ------- | ------- | ------- | --------------- | -------------- | ------ | ------- | -------- | ----- |
| prefix       | AM     | AE                 | ASD     | AT                   | MBM           | HN      | HY     | D      | M5M          | UPD     | NM      | M       | SST             | M              | TMS    | TC      | W        |       |
| 32K          | 2732   |                    |         |                      | 2732          | 2732    |        | 2732   | 27C32        | D2732   | 27C32Q  | 2732    |                 |                | 2732   | N/A     |          |       |
| 64K          | 27C64  |                    |         |                      | 27C64         | 27C64   |        | 27C64  | 27C64        | 27C64   | 27C64Q  | 27C64   |                 |                | 27C64  | N/A     |          |       |
| 128K         | 27C128 |                    |         |                      | 27C128        | 27C128  |        | 27C128 | 27C128       | 27C128  | 27C128Q | 27C128  |                 |                | 27C128 | N/A     |          |       |
| 256K         | 27C256 |                    |         | 27C256               | 27C256        | 27C256  |        | 27C256 | 27C256       | 27C256  | 27C256Q | 27C256  | 27SF256         | 27256          | 27C256 | 57256   |          |       |
|              |        |                    |         | 28HC256              |               |         |        |        |              |         |         |         |                 |                |        |         |          |       |
| 512K         | 27C512 |                    |         | 27C512               | 27C512        | 27C512  |        | 27C512 | 27C512       | 27C512  | 27C512Q | 27C512  | 27SF512         | 27C512         | 27C512 | 57512   | 27E512   |       |
|              | 28F512 |                    |         | 29C512               |               |         |        |        |              |         |         |         | 29EE512         |                |        |         |          |       |
|              |        |                    |         | 49C512               |               |         |        |        |              |         |         |         | 39SF512         | 29F512         |        |         | 29EE512  |       |
| 1MEG         | 27C010 |                    | 29F1008 | 27C010               | 27C1001       | 27C010  |        | 27C010 | 27C101       | 27C1001 | 27C010Q | 27C1001 | 27SF010         | 27C1001        | 27C010 | 571000  | 27E010   |       |
|              |        |                    |         | 29C010               |               |         |        |        |              |         |         |         |                 |                |        |         |          |       |
|              |        |                    |         | 49F001               |               |         |        | 28F001 |              |         |         |         | 39SF010         | 29F010         |        |         | 29EE011  |       |
|              | 28F010 |                    |         | 49F010               |               |         |        | 28F010 |              |         |         |         |                 |                |        |         |          |       |
|              |        |                    |         | 29C010               |               |         |        |        |              |         |         |         | 29EE010         |                |        |         |          |       |
| 2MEG         | 27C020 |                    | 29F2008 | 27C020               | 27C2001       | 27C020  |        | 27C020 | 27C201       | 27C2001 | 27C020Q | 27C2001 | 27SF020         | 27C2001        | 27C020 | N/A     | 27E020   |       |
|              | 29F002 |                    |         | 29C020 49F020 49F002 |               |         | 29F002 | 28F002 |              |         |         |         | 29EE020 39SF020 | 29F002         |        |         | 29C020   |       |
| 4MEG         | 27C040 |                    |         |                      | 27C4001       | 27C040  |        | 27C040 | 27C401       | 27C4001 | 27C040Q | 27C4001 |                 |                | 27C040 | 574000  |          |       |
|              | 29F040 |                    |         |                      | 29C040 49F040 |         |        | 28F004 |              |         |         |         | 28SF040 39SF040 | 28SF040 29F040 |        |         | 29040    |       |
|              | 29F040 |                    |         |                      | 29F040        |         | 29F040 |        |              |         |         |         |                 | 29F040         |        |         | BM29F040 |       |
| x16          | 29F400 |                    |         |                      | 29F400        |         | 29F400 |        |              |         |         |         |                 |                |        |         |          |       |
| 8MEG         |        | 29010 29001 290011 |         |                      |               |         |        |        |              |         |         |         |                 | 27C801         |        |         |          | 32    |
|              | 29F080 |                    |         |                      | 29F080        |         | 29F080 |        |              |         |         |         |                 |                |        |         |          |       |
| x16          | 29F800 |                    |         |                      | 29F800        |         | 29F800 |        |              |         |         |         |                 |                |        |         |          |       |
| 16MEG        |        | 29002 290021       |         |                      |               |         |        |        |              |         |         |         |                 |                |        |         |          | 32    |
|              |        |                    |         |                      |               |         |        |        |              |         |         |         |                 |                |        |         |          |       |
| 32MEG        |        | 29400 29040A       |         |                      |               |         |        |        |              |         |         |         |                 |                |        |         |          | 32/48 |
| 64MEG        |        | 29800              |         |                      |               |         |        |        |              |         |         |         |                 |                |        |         |          | 48    |